# Gulfotad lerskivling
Gulfotad lerskivling (Camarophyllopsis micacea) är en svampart som först beskrevs av Berk. & Broome, och fick sitt nu gällande namn av Arnolds 1987. Enligt Catalogue of Life ingår Gulfotad lerskivling i släktet Camarophyllopsis,  och familjen Hygrophoraceae, men enligt Dyntaxa är tillhörigheten istället släktet Camarophyllopsis och familjen fingersvampar. Arten är reproducerande i Sverige. Inga underarter finns listade i Catalogue of Life.